# 俄罗斯苏维埃联邦社会主义共和国功勋医生
俄罗斯苏维埃联邦社会主义共和国功勋医生（俄语：Заслуженный деятель науки РСФСР），简称“苏俄功勋医生”，是苏联时期俄罗斯苏维埃加盟国授予医生的一个荣誉称号。

## 历史
“苏俄功勋医生”的称号由1940年1月11日根据俄罗斯苏维埃联邦社会主义共和国最高苏维埃主席团的法令设立。授予在药房、产房、医院、诊所和其他医疗、防疫站和卫生机构工作的医生，他们应在这些机构工作10年以上，并取得突出成就与贡献。“苏俄功勋医生”的胸章由1975年8月28日主席团法令设立。
1992年，在经历苏联解体后，“俄罗斯苏维埃联邦社会主义共和国”更改国号为“俄罗斯联邦”。该荣誉称号后来被“俄罗斯联邦功勋医生”所取代。